# Єрсола
Єрсо́ла (рос. Ерсола, марій. Ерсола) — присілок у складі Моркинського району Марій Ел, Росія. Входить до складу Себеусадського сільського поселення.

## Населення
Населення — 9 осіб (2010; 17 у 2002).
Національний склад (станом на 2002 рік):
- лучні марійці — 100 %